# Municipio de Eden Lake
El municipio de Eden Lake (en inglés: Eden Lake Township) es un municipio ubicado en el condado de Stearns en el estado estadounidense de Minnesota. En el año 2010 tenía una población de 1542 habitantes y una densidad poblacional de 15,45 personas por km².

## Geografía
El municipio de Eden Lake se encuentra ubicado en las coordenadas 45°22′6″N 94°34′27″O / 45.36833, -94.57417. Según la Oficina del Censo de los Estados Unidos, el municipio tiene una superficie total de 99.81 km², de la cual 87,45 km² corresponden a tierra firme y (12,39 %) 12,37 km² es agua.

## Demografía
Según el censo de 2010, había 1542 personas residiendo en el municipio de Eden Lake. La densidad de población era de 15,45 hab./km². De los 1542 habitantes, el municipio de Eden Lake estaba compuesto por el 98,44 % blancos, el 0,06 % eran afroamericanos, el 0,26 % eran amerindios, el 0,19 % eran asiáticos, el 0,39 % eran de otras razas y el 0,65 % eran de una mezcla de razas. Del total de la población el 0,78 % eran hispanos o latinos de cualquier raza.